# Enrico Martino (fotografo)
Enrico Martino (Torino, 16 gennaio 1948) è un fotografo e giornalista italiano.

## Biografia
Giornalista dal 1971, ha seguito la Guerra del Kippur e la prima Guerra del Golfo, le elezioni americane nell'anno del Watergate, la carestia del Sahel nel 1984 come inviato di Epoca, il crollo del comunismo in Germania est, Ungheria e Romania. È stato anche il primo fotogiornalista italiano a realizzare un reportage sui campi di addestramento dei marines USA.
A partire dal 1985 si è specializzato in reportage geografici, prestando particolare attenzione agli aspetti sociali e culturali. Il lavoro degli ultimi anni è caratterizzato da una speciale attenzione verso l'America Latina con una forte specializzazione sul Messico dove ha effettuato molti reportages. È membro della MWA, un'associazione di scrittori e fotogiornalisti statunitensi specializzati sul Messico. Nel 2001 ha collaborato con la Caritas di Città del Messico ad un progetto di comunicazione visiva sulle problematiche sociali della città.
Nel corso degli anni ha collaborato come fotogiornalista a numerose riviste italiane ed europee, pubblicando su Epoca, Espresso, Panorama, Meridiani, L'Europeo, Sette, Airone, "D" di Repubblica, Elle, Marie Claire, Merian, Der Spiegel, Die Zeit, Geo, Jeune Afrique, Rutas del Mundo.
Ha pubblicato libri in Italia e in Francia e tenuto mostre personali a Torino, Milano, Roma, Palermo, Padova, Città del Messico, Acapulco, Buenos Aires, Berlino e Chicago.
Le sue fotografie sono conservate presso il British Museum di Londra e l'Alto commissariato delle Nazioni Unite per i rifugiati (UNHCR) di Ginevra.

## Libri
- Liguria (A. Mondadori, Milano, 1984)
- L'anima degli indios (EGA Editore, Torino, 1992)
- Gente chiamata Torino (EGA Editore, Torino, 1996)
- Messico (Idealibri, Milano, 1996)
- Borgogna di pietra (Idealibri, Milano, 1998)
- Italie (Vilo, Paris 2003)
- Messico (Giunti, 2009)
- Coautore di oltre 40 numeri monografici del mensile Meridiani

## Mostre
- Reporter '70 (Torino, 1979)
- I 35 giorni (Torino, 1980)
- Turismo e centri d'arte (Milano, 1981)
- Chiapas (Palermo, Messina, Catania, Padova, 1992)
- Baja California (Città del Messico, Querétaro, Acapulco, Buenos Aires, Berlino, Milano, Roma, 1994-1995)
- Gente di Torino (Torino, 1997)
- Migrantes, indigeni a Città del Messico (Chicago 1999, Bologna 2006)

## Premi
- 2 Lentes de Plata e 3 Plumas de Plata conferite dal Presidente della Repubblica Messicana, il più importante premio per reportages geografici e culturali sul Messico.